# Colonna (ród)
Colonna – stary ród włoski. Historia rodu sięga, według niekompletnych zapisów, blisko 900 lat. Nie jest to jednak materiał obiektywny ze względu na mitologizujący i nieuźródłowiony charakter tych przekazów. Niektórzy historycy nazwali ich „książęcą włoską rodziną” i podkreślali rolę tego rodu w historii Rzymu i Kościoła. Uwikłany był w wiele wojen i sporów z papieżami i innymi rzymskimi rodzinami szlacheckimi: jak Orsini, Conti i Caetani.

## Początki rodu
Zgodnie z niepotwierdzoną tradycją nazwa rodu wywodzi się od Kolumny Trajana, w której miałaby się znajdować ich pierwsza rodowa siedziba. W rzeczywistości, ich nazwa wywodzi się od zamku w miejscowości Colonna, który był w ich posiadaniu. Zamek znajduje się w górach albańskich, a rodzina była w jego posiadaniu od początku jedenastego wieku. Również z niesprawdzonych źródeł wydaje się pochodzić zdanie, że ród ten wywodzi się z możnego rodu Tusculum, a więc od Alberyka I, księcia Spoleto z (X wieku). Pierwszy pewny i poświadczony źródłowo fakt dotyczący rodziny pochodzi z pierwszej połowy XIII wieku, rodzina posiadała wtedy w Rzymie, Mauzoleum Augusta i wzgórze Citorio, natomiast poza Rzymem posiadali zamki w miejscowościach: Colonna, Palestrina, Zagarolo, Capranica i Pietraporzio. 
W roku 1064, po śmierci Grzegorza II, jego syn Piotr przyjął nazwisko „de Colonna” i nadał je specjalnym dekretem wszystkim swoim potomkom. Ze względu na niedostatek źródeł i brak konkretnych informacji trudno jest określić z całą pewnością bezpośredni związek między Piotrem de Colonna i Grzegorzem II. Z czasem rodzina zaczęła coraz bardziej rosnąć w siłę, niektórzy jej członkowie zostawali nawet kardynałami: pierwszym z nich był Giovanni Colonna (od 1206 roku). Sympatyzujący z ‘gibelinami’ ród Colonna rozpoczął rywalizację z Orsinimi, którzy byli stronnikami ‘gwelfów’.
W walkach między tymi stronnictwami odznaczył się Otton Colonna, senator rzymski (1279-1280) i jego syn Piotr, który został wyświęcony na kardynała w 1288 przez Mikołaja IV. Jan, bratanek kardynała ze św. Praksedy, studiował w Paryżu, był dominikaninem, arcybiskupem Mesyny (1255) i wikariuszem Rzymu (1262). Wraz z wojskiem, Ludwika IX wyruszył do Egiptu, gdzie pojmany przez Saracenów, został wydany Francuzom.

## Bonifacy VIII i Colonna
Utrzymuje się, że konflikt papieża z rodziną Colonnów sięga 1296 roku, kiedy sprzeciwili się oni Benedyktowi Caetani, który jako Bonifacy VIII, chcąc wzmocnić wpływy i zamożność swej rodziny, zaczął nabywać grunty i tytuły na terenie Lacjum w celu stworzenia silnego rdzenia wokół swej rodowej posiadłości – miasta Anagni. W owym czasie na terenie Lacjum jedynym miejscem, gdzie znajdowały się ziemie nienależące jeszcze do Caetanich, była Palestrina, od wieków w posiadaniu rodu Colonnów. Posiadanie na tronie św. Piotra swojego krewnego wzmocniło jeszcze bardziej wpływy Caetanich. 3 maja 1297 Stefan Colonna Stary nakazał ukraść worki z zastawem papieskim – 200 talarów złota. Było to powodem otwartego sporu z papieżem. 10 maja papież (w bulli Excelsa) zalecił konfiskatę wszystkich nieruchomości należących do rodziny Colonna. W odpowiedzi Colonnowie ogłaszają „Manifest”, w którym wykazują bezprawność wyboru Bonifacego VIII i oskarżają go o śmierć Celestyna V. Kulminacją tego konfliktu była krucjata, rozpoczęta 14 grudnia 1297 przeciwko mieniu i rodowi Colonna. Według Eugenia Dupre Theseidera obecnie uznaje się, że dwa lata oblegania miasta Colonnów, Palestriny, były najdłuższym oblężeniem średniowiecza.
Wojna zakończyła się w 1298 klęską rodu, rozproszeniem rodziny i zniszczeniem większości ich dobytku. Członkowie rodu, zwłaszcza kardynałowie, stali się obiektem prześladowania papieża.
Spór między Filipem IV Pięknym a Bonifacym VIII trwał wiele lat, ale dopiero w 1303, z woli Bonifacego VIII, jako najwyższego sędziego królów świeckich, ostatecznie doprowadził do poważnych zajść. Głównym architektem przypadku powszechnie znanego jako „skandal z Anagni” był dysponent plomb króla, Wilhelm z Nogaret, który we Włoszech działał przez swego ucznia Plaisiansa. 13 czerwca tego roku, po napisaniu po raz drugi oskarżenia przeciw papieżowi, król zgodził się na upowszechnienie jego treści. Papież zapowiedział przygotowanie ekskomuniki króla, która miała być ogłoszona 8 września 1303. Tymczasem 7 września grupa zbrojnych, dowodzona przez Wilhelma z Nogaret i Sciarra Colonna, wdarła się do Anagni i po kilku godzinach walki uwięziła papieża. Po jakimś czasie, na skutek nacisków zewnętrznych, uwolnili go i papież uciekł do Rzymu pod opiekuńcze skrzydła Orsinich.

## Papież Marcin V
Marcin V (Oddone Colonna), był papieżem od 1417 do 1431, pierwszym po zakończeniu wielkiej schizmy zachodniej. Doprowadził do wielu usprawnień i zapoczątkował nowy złoty okres papiestwa. Uczestniczył w soborach w Pizie (1409) i w Konstancji (1414-1418), wspierał pogląd o powrocie papieża do Rzymu (1420). Pracował nad odbudową życia duchowego i moralnego i zaufania do papiestwa po schizmie. Po wielu negocjacjach, udało mu się uzdrowić sytuację bez jeszcze większego rozpadu struktury władzy papieskiej, uzyskując ustąpienie antypapieża Klemensa VIII (1429). Wspierał członków swojej rodziny, zakupując dla nich osiedla na południu Włoch (Amalfi, Salerno) i Lacjum (Ardea, Nettuno, Astura, Frascati, Marino, Rocca di Papa, Capranica, Paliano i Sonnino). Zmarł w Rzymie w 1431, jego następcą był Eugeniusz IV.

## Kardynałowie Colonna
(w nawiasach podano rok mianowania)
- Giovanni Colonna (1206)
- Giacomo Colonna (1278) lub Jacopo Colonna,
- Pietro Colonna (1288)
- Giovanni Colonna (1327)
- Agapito Colonna (1378)
- Stefano Colonna (1378)
- Oddone Colonna (1405) papież Marcin V
- Prospero Colonna (1426)
- Giovanni Colonna (1480)
- Pompeo Colonna (1517)
- Marco Antonio Colonna (1565)
- Ascanio Colonna (1586)
- Girolamo Colonna (1627)
- Carlo Colonna (1706)
- Prospero Colonna (1739)
- Girolamo Colonna di Sciarra (1743)
- Prospero Colonna di Sciarra (1743)
- Marcantonio Colonna (1759)
- Pietro Colonna Pamphili (1766)

## Inni znani członkowie rodu
Lorenzo Onofrio Colonna, hrabia Amalfi i brat Marcina V, który poślubił Svevę Caetani. Z ich synów wyróżnili się Prospero i Antonio: pierwszy został kardynałem w 1426 i księciem Salerno, znany z tego że był wrogiem papieża Eugeniusza IV i Orsinich. W XVI wieku, wyróżnił się Marcantonio II Colonna, książę Paliano, mianowany w 1570 kapitanem generalnym floty papieskiej w wojnie przeciw Turkom. W następnym roku został mianowany porucznikiem w Lidze Chrześcijańskiej, pomógł stworzyć marynarkę wojenną, siatkę wywiadu podobno to on przyniósł papieżowi wieść o zwycięstwie pod Lepanto (7 października 1571). W 1577, został mianowany wicekrólem Sycylii przez Filipa II Habsburga; urząd ten sprawował do śmierci w 1584. Znaną postacią była Vittoria Colonna (1490-1547), poetka poślubiona w 1509 przez Ferdinando d'Avalos, z którym zamieszkała w Zamku Aragońskim w Ischii. Po jego śmierci 1525 przeprowadziła się do Rzymu, gdzie poznała Michała Anioła. Skutkiem konfliktów zbrojnych w II połowie XVII wieku członek rodu Paweł IV Carafa został pozbawiony swoich ziem i ekskomunikowany przez papieża. Część z nich udało mu się odzyskać.
Rodzina Colonna w ciągu wieków podzieliła się na kilka linii:
1. Paliano: istniejąca od XV w., która wywodzi się od Marcantonio II Paliano, wicekróla Sycylii (1535-1584). W tej linii urząd konetabla Królestwa Neapolu stał się dziedziczny. Inny jej przedstawiciel, Prospero Colonna, był admirałem papieskiej floty w Tunisie (1573).
2. Paliano-Stigliano (1700) z której pochodzili: Fabrizio Colonna (1848-1923), wiceprzewodniczący Izby Deputowanych, a od 1889 senator, Prospero Colonna (1858-1937), również senator i burmistrz Rzymu. Jego syn, Piero Colonna (1891-1939) był gubernatorem Rzymu w 1936 roku. Ascanio Colonna (1883-1971) był ministrem w Sztokholmie i włoskim ambasadorem w Waszyngtonie, Guido Colonna był zastępcą sekretarza generalnego NATO i ambasadorem Włoch w Oslo.
3. Zagarolo (linia, która wymarła w 1661): Marcantonio kardynał (1523–1597); Ascanio, kardynał (1555-1608), który bronił Malty przed Turkami i walczył w bitwie pod Lepanto.
4. Palestrina: pomimo sprzedaży tego lenna Barberinim w 1630, Urban VIII pozostawił im tytuł książęcy. Wyróżnili się z niej: Francesco Colonna (zm. 1636), który walczył u boku Alessandro Farnese we Flandrii; Giulio Cesare Colonna, książę Carbognano, który poślubił Kornelię Barberini, ostatnią potomkinię swej rodziny.